# گیاسنگ

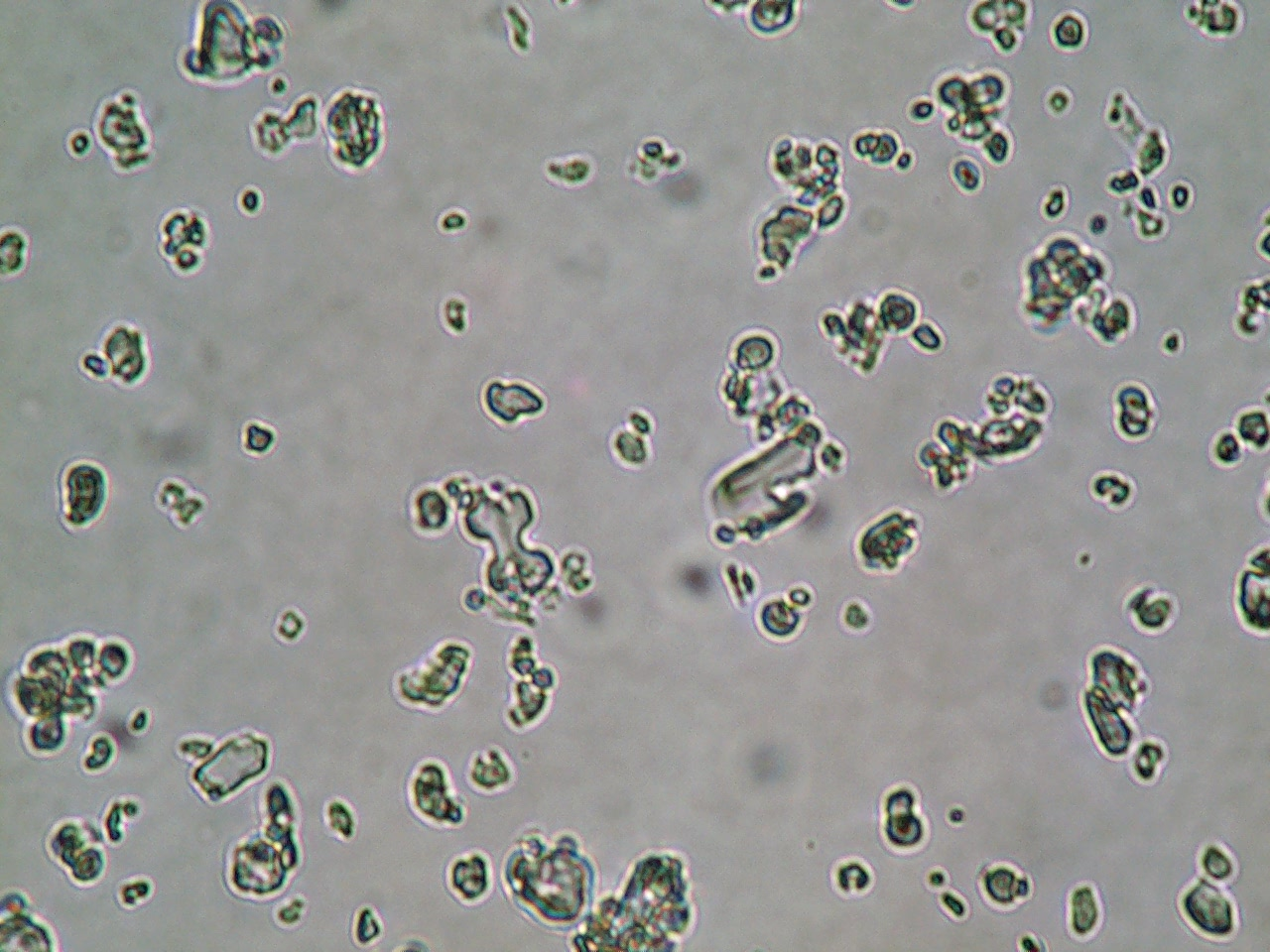
تصویر فیتولیت‌ها زیر میکروسکوپ. عکاس: Henri-Georges NATON تهیه سنگ‌های گیاهی: Claire Delhon منبع: وارد شده توسط عکاس مجوز: GFDL-self

گیاسنگ یا فیتولیت (به انگلیسی: Phytolith) ساختارهای میکروسکوپی سفت و سختی است ساخته شده از سیلیس که در برخی از بافت‌های گیاهی یافت می‌شود و پس از پوسیدگی گیاه همچنان پابرجاست. این گیاهان سیلیس را از خاک می‌گیرند و آن را در ساختارهای درون‌یاخته‌ای و برون‌یاخته‌ای گیاه جمع می‌کنند.
گیاسنگ‌ها در اشکال و اندازه‌های مختلفی وجود دارند. اگرچه برخی از اصطلاح «گیاسنگ» برای اشاره به تمام تراوش‌های معدنی توسط گیاهان استفاده می‌کنند، اما این واژه بیشتر به بقایای گیاهان سیلیسی اشاره دارد. در مقابل، تراوش‌های کلسیم معدنی موجود در کاکتوس‌ها از اگزالات‌های کلسیم تشکیل شده‌اند.